# Fabián Onsari
Fabián Onsari (San Vicente, provincia de Buenos Aires, 20 de enero de 1892 – ciudad de Buenos Aires, 20 de marzo de 1956) fue un médico, librepensador, periodista y político de la Unión Cívica Radical en Argentina, que fuera elegido como senador provincial de la Provincia de Buenos Aires desde 1926 hasta 1930 y diputado nacional durante dos períodos consecutivos entre 1938 y 1943.
Tuvo una importante participación en la Masonería en la primera mitad del siglo XX, llegando a ser Gran Maestre de la Gran Logia de la Argentina de Libres y Aceptados Masones.

## Reseña biográfica
Fabián Onsari había nacido el 20 de enero de 1892 en la ciudad de San Vicente, de la provincia de Buenos Aires que forma parte de la Nación Argentina, siendo hijo de Emilio Onsari y de Filomena Echeveste, ambos de ascendencia vasca. A los 16 años se trasladó a la ciudad de Avellaneda. Desde muy joven intervino en la política, militando en las filas de la Unión Cívica Radical. Ocupó los cargos de presidente del Comité Juvenil, convencional nacional, tesorero del Comité Central y Secretario General del partido de 1936 a 1943.
Desempeñó diversos cargos públicos electivos tales como el de concejal municipal de Avellaneda, durante tres décadas, como senador provincial y como diputado nacional desde 1938 a 1942, reelecto en este último año por otro período de cuatro años. Hombre de firmes convicciones democráticas, sufrió persecuciones y fue confinado por una larga temporada en la isla Martín García. En 1915 fue fundador del diario "La Libertad", de Avellaneda, que dirigió durante tres décadas. 

## Senador provincial
Como senador provincial desde 1926 hasta 1930, elaboró la ley referida a las obras de canalización y desagüe de los arroyos de Avellaneda y la construcción del camino Avellaneda-Quilmes, de gran repercusión para la zona.

## Diputado nacional
Fue elegido diputado nacional en las Elecciones legislativas de Argentina de 1938 para el período de 1938 a 1942 y reelecto en las Elecciones legislativas de Argentina de 1942 para el período desde este año hasta 1948, aunque interrumpido por la Revolución del 43.
Respecto a la tarea parlamentaria desarrollada entre 1940 a 1941, se destaca que en ese período asiste a 90 reuniones, faltando solo a 6, hizo uso de la palabra en 23 sesiones, presentó 19 proyectos y subscribió 9 y fue secretario de la Comisión de Industria y Comercio firmando diversos despachos.
En su gestión como político declaró de utilidad pública a las calles pavimentadas de ambas márgenes del Riachuelo y también sobre el edificio para asiento de reparticiones nacionales en Avellaneda, además sobre el edificio para la Biblioteca e Imprenta del Congreso Nacional y la fijación del límite Sur de la Capital Federal con la provincia de Buenos Aires.
Inclusive estimuló la construcción de establecimientos educacionales en Avellaneda, la inclusión de despachantes de aduana y de su personal en el régimen de la ley 12.612 de jubilación de los marítimos, dedicó especial atención a la libre entrada al país de los huérfanos con motivo del actual conflicto europeo y de la guerra civil española. Los despachantes de aduana le agradecieron al respecto mediante notas enviadas desde Rosario y Buenos Aires el 30 de julio de 1940
También subsidió a la sociedad «Sala de Primeros Auxilios Pablo Spíndola», de Avellaneda y Gerli Oeste y a la sociedad «Bomberos Voluntarios y Primeros Auxilios» de Echenagucía (en Gerli), además derogó las leyes 12.601 y 12.579, relacionadas con la jubilación del personal de la policía y de los embajadores y magistrados, respectivamente.
Los proyectos subscriptos fueron sobre subsecretaría de la Marina Mercante y el trabajo a domicilio, sobre pensión a las señoritas María y Ernestina Mosconi, sobre Instituto de Radiología y Centro de Estudio y Tratamiento del Cáncer en el Policlínico de La Plata y la pensión a la señorita María Amanda Pascuala y María Martha Petrona Ferrer, también en el servicio Central de Traumatología en el hospital Durand, sobre un subsidio al Congreso del Profesorado Argentino y la pensión a la señora Laura Ernestina Susana Miguens de Pizarro y la financiación de la cosecha.
Siendo diputado nacional recibió un agradecimiento del entonces coronel Juan Domingo Perón, quien ocupaba la «Secretaría de Trabajo y Previsión», expresándole su más íntimo reconocimiento y gratitud por el gentil obsequio de las revistas “Temas elegidos” en las que se encuentran sus interesantes colaboraciones “Los Planes de Seguridad Social y la Economía Política” y “El Plan Beveridge”, firmada de puño y letra por el mismo coronel Perón.

## Participación en la Masonería
Se inició el 23 de marzo de 1921 en la Logia Lautaro 167 de Buenos Aires. Alcanzado el grado de Maestro, ocupó el cargo de Orador. El 16 de noviembre de 1925 alcanzó el grado 33 del Rito Escocés Antiguo y Aceptado. Fue elegido Pro Gran Maestre de la Gran Logia de la Argentina de Libres y Aceptados Masones, en el período 1926 a 1932.
En 1928, ante la renuncia del Gran Maestre, quedó a cargo de la Gran Mestría. En diciembre de 1940 fue elegido "Soberano Gran Comendador", es decir, presidente del consejo que gobierna el "Escocismo", cargo que desempeñó hasta su muerte.
Participó de numerosas reuniones internacionales de Grandes Maestres y Grandes Comendadores; por el libro San Martín, la Logia Lautaro y la Francmasonería recibió el primer premio de la sociedad norteamericana "Blue Friars" que se concede al mejor escritor masónico de cada año, siendo el primero del habla hispana.
En 1946 abandonó el ambiente político y mantuvo su afiliación como "hombre de consejo" del partico Radical hasta su muerte, acaecida en 1956.
Como homenaje a su memoria, una de las avenidas principales de la localidad de Wilde, partido de Avellaneda, lleva su nombre.

## Obras escritas

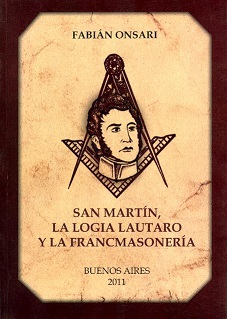
Portada Tercera Edición del libro San Martín, la Logia Lautaro y la Francmasonería - 2011

Onsari produjo una gran variedad de libros y ensayos. Dos de sus obras, Gobierno Municipal y Diez años de acción legislativa se encuentran catalogadas en la Biblioteca del Congreso de la Nación Argentina.
Además, se destaca San Martín, la Logia Lautaro y la Francmasonería, libro que trata de la participación del General José de San Martín en la Masonería y la influencia de la misma en la independencia de Hispanoamérica. De este último se realizaron 3 ediciones, la última en el año 2011 costeada por el hijo del autor Néstor Onsari.

Entre sus obras se destacan:

- Diez años de acción legislativa (1930)
- El Montepío Civil (1931)
- La ciudad moderna (1931)
- Hacia el seguro social (1941)
- Gobierno Municipal (1941)
- Unidad de los pueblos de América (1941)
- San Martín, la Logia Lautaro y la Francmasonería (1951)
- Mitre. Los ideales masónicos en la Organización Nacional a través de su actuación (1956)